# Hista
Hista é um gênero de traça pertencente à família Brachodidae.